# Ōmachi
Pour les articles homonymes, voir Ōmachi (homonymie).
Ōmachi (大町市, Ōmachi-shi) est une ville située dans la préfecture de Nagano, sur l'île de Honshū, au Japon.

## Géographie

### Situation
Ōmachi est située dans le nord-ouest de la préfecture de Nagano, à l'est des monts Hida.

### Démographie
En avril 2022, la population d'Ōmachi était de 26 237 habitants répartis sur une superficie de 565,15 km2.

### Climat
Les hivers à Ōmachi sont froids et très enneigés, tandis que les étés sont très chauds et humides. La température annuelle moyenne  est de 9,7 °C. La pluviométrie annuelle moyenne est de 1 405,9 mm, juillet étant le mois le plus humide. Les températures sont les plus élevées en moyenne en août, à environ 22,4 °C, et les plus basses en janvier, à environ −2,8 °C.

### Hydrographie
Les trois lacs Nishina (Aoki, Kizaki et Nakatsuna) sont situés dans le nord d'Ōmachi. Le cours de la rivière Takase traverse la ville.

## Histoire
La région d'Ōmachi faisait partie de l'ancienne province de Shinano. Le bourg moderne d'Ōmachi a été créé le 1er avril 1889. Il a fusionné avec les villages voisins de Taira, Tokiwa et Yashiro le 1er juillet 1954 pour former la ville d'Ōmachi. Le 1er janvier 2006, les villages de Miasa et Yasaka sont intégrés à Ōmachi.

## Culture locale et patrimoine
- Nishina Shinmei-gū

## Transports
La ville est desservie par la ligne Ōito de la compagnie JR East.

## Jumelages
Ōmachi est jumelée avec :
- Innsbruck (Autriche),
- Mendocino (États-Unis).